# Coenonympha nicholasi
Coenonympha nicholasi är en fjärilsart som beskrevs av Rothschild 1925. Coenonympha nicholasi ingår i släktet Coenonympha och familjen praktfjärilar. Inga underarter finns listade i Catalogue of Life.